# Echo de Fredensborg for Militærmusik
Echo de Fredensborg for Militærmusik is een compositie van Niels Gade. Het werk, dat alleen in manuscriptvorm bewaard is gebleven, is waarschijnlijk het laatste werk dat Niels Gade opleverde. Volgens de overlevering zou hij het werk zelf nog aan de poorten van Fredensborg hebben afgeleverd. Het is geschreven voor militair orkest. Waarom Gade het werk schreef is onduidelijk; hij was wel vaak gast op het kasteel. Niet veel later overleed de componist.